# ۴۵ روز: مبارزه برای یک ملت
۴۵ روز: مبارزه برای یک ملت (به انگلیسی: 45 Days: The Fight for a Nation) یک فیلم مستند است که جنگ ناگورنو قره باغ را به تصویر کشیده‌است و در سال ۲۰۲۱ منتشر شد. این فیلم توسط امیل قسان فیلمبرداری و روایت و توسط آسکو آکوپیان تهیه شده‌است. این فیلم برای بخش مستند جوایز اسکار نامزد شده‌است. این فیلم برای نخستین در اوت ۲۰۲۱ در ایروان ارمنستان اکران شد و سپس در سپتامبر ۲۰۲۱ در تئاتر چینی تی‌سی‌ال هالیوود، لس آنجلس به نمایش درآمد.